# Теодосий Трапезундски
Теодосий (на гръцки: Άγιος Θεοδόσιος) е източноправославен светец от XIV век, трапезундски митрополит.

## Биография
Роден е в 1300 година в костурското село Горенци, което тогава е под властта на Тесалийското княжество на Йоан II Ангел Дука, в средно заможно семейство. Получава класическо образование в Патриаршията в Константинопол. Ръкоположен е за презвитер, след което се установява на Света гора, в манастира Филотей, който тогава е обитаван от български монаси. По-късно става игумен на манастира и по време на игуменството му в 1335 година в манастира се установява и брат му Дионисий.
Теодосий е пленен от пирати, но е откупен от християни и се озовава отново в Константинопол, където става игумен на Манганския манастир, а по-късно в 1370 година – трапезундски митрополит. След като научава, че брат му Теодосий е станал трапезундски митрополит, в 1374 година Дионисий заминава при него, за да може чрез него да изпроси от императора Алексий III Велики Комнин (1349 – 1390) пари за довършване на манастира, което и става. Така е създаден днешният манастир Дионисиат.
Теодосий умира в 1392 година в Трапезунд.
Паметта на Теодосий се чества на 11 януари стар стил.

## Първични източници
- Αγάπιος ὁ Λάνδος. Νέος Παράδεισος. Βενετία, 1872. Σ. 423-433;
- Bίος τοῦ ῾Οσίου Διονυσίου ὑπὸ Μητροφάνους / Ed. Β. Λαούρδας // ΑΠ. 1956. Ν 21. Σ. 43-79;
- Actes de Dionysiou // Ed. N. Oikonomidès. P., 1968. P. 59-61. (Archives de l'Athos; N 4);
- Афонский патерик. Т. 1. С. 535-548;
- Χρυσόβουλλον τοῦ αὐτοκράτορος Τραπεζούντος ᾿Αλεξίου Γ´ τοῦ Μεγάλου Κομνηνοῦ // ῾Ο ῞Οσιος Διονύσιος ὁ κτίτωρ. ῞Αγιον ῎Ορος, 2004. Σ. 90-99.